# کنگ و ریشه
کَنْگ و ریشه روستایی از توابع دهستان فداغ است که در بخش مرکزی شهرستان گراش، در جنوب استان فارس ایران واقع شده‌است.
براساس سرشماری مرکز آمار ایران در سال ۱۳۹۵، جمعیت آن ۴۳۸ نفر، شامل ۹۱ خانوار بوده‌است.
پیشهٔ عمدهٔ مردم این روستا کشاورزی و دامداری است. چند حلقه چاه در روستا وجود دارد که از آب آن‌ها برای امور کشاورزی استفاده می‌شود.